# Raymond Z. Gallun
Raymond Zinke Gallun (geboren am 22. März 1911 in Beaver Dam, Wisconsin; gestorben am 2. April 1994 in Forest Hills, New York)
war ein amerikanischer Science-Fiction-Autor.

## Leben
Gallun war der Sohn des Farmers Adolph Gallun und von Martha Emmalina Louisa, geborene Zinke. Er studierte 1929/1930 an der University of Wisconsin und 1938/1939  Französisch bei Alliance Française in Paris. Von 1942 bis 1943 arbeitete er als Bauarbeiter für das Army Corps of Engineers und 1944 war er Werftarbeiter im Pearl Harbor Navy Yard.
1960 studierte er erneut an der Universidad Nacional Mayor de San Marcos in Lima.
Von 1964 bis 1975 war er technischer Autor bei einem Hersteller von Sonargeräten.
Zwischenzeitlich arbeitete er in verschiedenen Jobs und unternahm zahlreiche Reisen. Wie er selbst sagte: „Ansonsten eine lange und bunte Geschichte beruflichen und anderweitigen Vagabundentums, insgesamt recht vergnüglich, wenn auch nicht rühmlich.“
1959 heiratete er Frieda Ernestine Talmey. Nach deren Tod 1974 heiratete er 1978 Bertha Erickson Backman.
Galluns SF-Erzählungen erschienen ab Ende der 1930er Jahre in den Pulp-Magazinen der Epoche. Ein Großteil seiner Arbeiten erschien in der Zeit bis 1943, dann noch einmal einige in den 1950er Jahren und, nach einer Pause von fast 20 Jahren, etwa ein halbes Dutzend ab Ende der 1970er. Insgesamt veröffentlichte Gallun über 120 Erzählungen sowie vier Romane.
1978 erschien eine erste Sammlung, The Best of Raymond Z. Gallun, der ab 2009 weitere folgten. Sein bekanntestes Werk ist die Old Faithful-Serie, drei Kurzgeschichten um einen sympathischen Marsianer und dessen Nachkommen, die auch in dem Best-Of-Sammelband von 1978 enthalten sind.
Eine von Jeffrey M. Elliot fertiggestellte postume Autobiographie, Starclimber: The Literary Adventures and Autobiography of Raymond Z. Gallun, erschien 1991.
1979 erhielt er den First Fandom Hall of Fame Award. 1985 wurde er bei der I-CON IV mit dem I-CON Award für sein Lebenswerk ausgezeichnet, der später in Raymond Z. Gallun Award umbenannt wurde.

## Bibliographie
Dawn of the Demi-Gods-Serie
- 1 Passport to Jupiter (1951)
  - Deutsch: Tödliche Träume. Moewig (Terra Sonderband #37), 1961.
- 2 People Minus X (1957)
  - Deutsch: Menschen minus X. Dörnersche Verlagsgesellschaft, 1959.

Old Faithful-Serie
- 1 Old Faithful (1934)
- 2 The Son of Old Faithful (1935)
- 3 Child of the Stars (1936)

When Earth Is Old-Serie
- 1 Seeds of the Dusk (1938)
  - Deutsch: Saat der Dämmerung. In: Martin Harry Greenberg, Isaac Asimov, Charles G. Waugh (Hrsg.): Faszination der Science Fiction. Bastei Lübbe Science Fiction Special #24068, 1985, ISBN 3-404-24068-5.
- 2 When Earth Is Old (1951)

Romane
- The Planet Strappers (1961)
  - Deutsch: Sternenfieber. Moewig (Terra Sonderband #66), 1963.
- The Eden Cycle (1974)
- Skyclimber (1981)
- Bioblast (1985)

Sammlungen
- The Best of Raymond Z. Gallun (1978)
- A First Glimpse And Other Science Fiction Classics (2009, E-Book)
- The Best of Raymond Z. Gallun: 1 Old Faithful and Other Stories (2012)
- Anthology of Sci-Fi V4: The Pulp Writers: Raymond Z. Gallun (2013)
- The 25th Golden Age of Science Fiction Megapack (2015)
- Deutsche Sammlungen:
  - Die Lotos-Maschine. Pabel-Moewig (Terra Astra #549), 1982 (enthält Übersetzungen von The Lotus-Engine, Stamped Caution und The Great Idea).
  - Bruderwelten. Moewig (Utopia Classics #79), 1985, ISBN 3-8118-5025-3 (enthält Übersetzungen von Brother Worlds und Littries lange Reise[2] sowie Meeders unsterbliche Seele[3]).

Kurzgeschichten
- The Crystal Ray (1929)
- The Space-Dwellers (1929)
- Atomic Fire (1931)
- The Lunar Chrysalis (1931)
- The Revolt of the Star Men (1931)
- The Moon Mirage (1932)
- Waves of Compulsion (1932)
- The Moon Mistress (1932)
- The Menace from Mercury (1932, mit John B. Michel)
- The Flight of the RX-1 (1933)
- Moon Plague (1934)
- Space Flotsam (1934)
- The World Wrecker (1934)
- The Wand of Creation (1934)
- The Machine from Ganymede (1934)
- Mind Over Matter (1935)
- Telepathic Piracy (1935)
- N’Goc (1935)
- Blue Haze on Pluto (1935)
- Derelict (1935)
- Avalanche (1935, als Dow Elstar)
- Davey Jones’ Ambassador (1935)
- Nova Solis (1935, als E. V. Raymond)
- Buried Moon (1936)
- Mad Robot (1936)
- The Weapon (1936)
- The Scarab (1936)
- A Beast of the Void (1936)
- The Great Illusion (IV) (1936)
- Godson of Almarlu (1936)
- The Path (1936)
- Saturn’s Ringmaster (1936)
- Luminous Mine (1937)
- Fires of Genesis (1937)
- The Second Cataclysm (1937, als Dow Elstar)
- Comet’s Captive (1937)
- Dark Sun (1937)
- Dawn-World Echoes (1937)
- A Menace in Miniature (1937)
- Stardust Gods (1937, mit Robert S. McCready, als Dow Elstar)
- Red Shards on Ceres (1937)
- Something from Jupiter (1938, als Dow Elstar)
- Thunder Voice (1938, als Dow Elstar)
- Mercutian Adventure (1938)
- Iszt—Earthman (1938)
- Hotel Cosmos (1938)
- Magician of Dream Valley (1938)
- The Shadow of the Veil (1939)
- The Machine That Thought (1939, als William Callahan)
- Strange Creature (1939)
- Masson’s Secret (1939)
- The Achilles Heel (1940)
- The Gentle Brain (1940, als Arthur Allport)
- Renegade from Saturn (1940)
- Terror Out of the Past (1940)
- The Lotus-Engine (1940)
  - Deutsch: Die Lotos-Maschine. In: Die Lotos-Maschine. 1982.
- Guardian Angel (1940)
- Nemesis from Lilliput (1940)
- The Long Winter (1940)
- Lunar Parasites (1940)
- Tangled Paths (1940)
- Death and the Dictator (1940)
- Stepson of Space (1940)
- A Dictator for All Time (1940)
- Eyes That Watch (1940)
- Secret of the Comet (1941)
- The Wall of Water (1941)
- Invaders of the Forbidden Moon (1941)
- Meteor Legacy (1941)
- The Raiders of Saturn’s Rings (1941)
- Gears for Nemesis (1942)
- Sarker’s Joke Box (1942)
- Scientist Disowned (1942)
- Space Oasis (1942)
- The Eternal Wall (1942)
- Hell-Stuff for Planet X (1943)
- Operation Pumice (1949)
  - Deutsch: Unternehmen Bimsstein. In: Utopia-Sonderband #1. Pabel,  1955.
- A Step Farther Out (1950)
  - Deutsch: Der Ring um die Sonne Überarbeitete Fassung mit Clark Darlton. Pabel (Utopia Grossband #34), 1956.
- Coffins to Mars (1950)
- Bluff Play (1950)
- Brother Worlds (1951)
  - Deutsch: Bruderwelten. In: Bruderwelten. 1985.
- Asteroid of Fear (1951)
- Prodigal’s Aura (1951)
- The First Long Journey (1951)
- Trail Blazer (1951)
- The Restless Tide (1951)
- The Great Idea (1952)
  - Deutsch: Die tolle Idee. In: Die Lotos-Maschine. 1982.
- Ev (1952, mit Jerome Bixby)
- Return of a Legend (1952)
- Big Pill (1952)
- Ten to the Stars (1953)
- Captive Asteroid (1953)
- Give Back a World (1953)
- Comet’s Burial (1953)
- Double Identity (1953)
- Legacy from Mars (1953)
- Stamped Caution (1953)
  - Deutsch: Vorsicht Marsmensch!. In: Lothar Heinecke (Hrsg.): Galaxis Science Fiction #10. Moewig, 1958. Auch als:  Vorsicht geboten!. In: Groff Conklin (Hrsg.): Unirdische Visionen. Moewig (Terra Taschenbuch #171), 1970. Auch als: Der Anfang. In: Die Lotos-Maschine. 1982.
- The Guthrie Method (1954)
- Du sollst die Zukunft schauen. Utopia-Sonderband #2, 1956.[4]
- Then and Now (1977)
- A First Glimpse (1980)
- The Gentle Anger (1988)
- Philosopher’s Asteroid (1988)
  - Deutsch: Stein der Weisen. In: Utopia Science Fiction Magazin #3. Pabel, 1956.
- Sort of Like Atlas (1989)

Autobiographie
- Starclimber: The Literary Adventures and Autobiography of Raymond Z. Gallun (1991, mit Jeffrey M. Elliot)

Anthologien
- The Ship from Nowhere / The Moon Mirage (1932, mit Sidney Patzer)
- Outlaw in the Sky / Legacy from Mars (2014, mit Chester S. Geier)